# مایک بولن
مایک بولن (انگلیسی: Mike Bullen؛ زادهٔ ۱۳ ژانویهٔ ۱۹۶۰) فیلم‌نامه‌نویس اهل بریتانیا است. وی دانش‌آموختهٔ رشتهٔ تاریخ در دانشگاه کمبریج است و مدتی برای سرویس جهانی بی‌بی‌سی کار می‌کرد. وی در سال ۲۰۰۳ برندهٔ جایزهٔ کمدی بریتانیا بابت «بهترین نویسنده سال» شد. آثار او «دربارهٔ پیچیدگی‌های روابط بین فردی و وقایعی است که پس از خدشه‌دار شدن آنها رخ می‌دهد.»